# Serguéi Jorojordin
Serguéi Guennádievich Jorojordin (en ruso: Сергей Геннадьевич Хорохордин; Barnaúl, 9 de octubre de 1985) es un deportista ruso que compitió en gimnasia artística.
Ganó una medalla de plata en el Campeonato Mundial de Gimnasia Artística de 2006 y tres medallas en el Campeonato Europeo de Gimnasia Artística, en los años 2006 y 2008.
Participó en los Juegos Olímpicos de Pekín 2008, ocupando el quinto lugar en el concurso individual y el sexto en la prueba por equipos.

## Palmarés internacional
| Campeonato Mundial | Campeonato Mundial | Campeonato Mundial | Campeonato Mundial   |
| Año                | Lugar              | Medalla            | Prueba               |
| ------------------ | ------------------ | ------------------ | -------------------- |
| 2006               | Aarhus (Dinamarca) | Medalla de plata   | Concurso por equipos |
| Campeonato Europeo |                    |                    |                      |
| Año                | Lugar              | Medalla            | Prueba               |
| 2006               | Volos (Grecia)     | Medalla de oro     | Concurso por equipos |
| 2006               | Volos (Grecia)     | Medalla de plata   | Barra fija           |
| 2008               | Lausana (Suiza)    | Medalla de oro     | Concurso por equipos |